# HMAS Heather
HMAS „Heather” – okręt pomocniczy należący do Royal Australian Navy w okresie II wojny światowej.

## Historia
Zbudowany w 1939 lugier „Heather” został zarekwirowany przez RAN w 18 lutego 1942 i był używany jako okręt patrolowy.
W kwietniu 1943 okręt odbył długi rejs wywiadowczo-rozpoznawczy w rejony King Sound, Yampi Sound, Port George, Scott Strait, Admiralty Gulf i Vansittart Bay na północno-zachodnim wybrzeżu Australii.  W czasie wojny okręt bazował w Port Headland.
Po zakończeniu wojny okręt został sprzedany w listopadzie 1945.